# The Quarterly Review

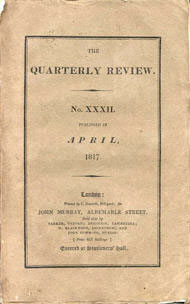
Omslag uit april 1817

The Quarterly Review was een op politieke en culturele onderwerpen gericht driemaandelijks verschijnend tijdschrift dat werd opgericht in 1809 door de bekende Londense uitgever John Murray. Het blad sympathiseerde met de conservatieve Tory-partij en was daarmee een tegenhanger van het op de liberale Whigs gerichte blad The Edinburgh Review. 
Het eerste nummer verscheen in februari 1809. De eerste redacteur was William Gifford, die werd aangesteld door George Canning, die destijds minister van buitenlandse zaken was en later minister-president. Hij werd opgevolgd door J.T. Coleridge, een neef van de dichter Samuel Taylor Coleridge en vervolgens door John Gibson Lockhart, die eerder redacteur was geweest van Blackwood's Magazine. Bijdragen werden geleverd door verschillende Tory-politici, onder wie Canning, John Wilson Croker en John Barrow. Bekende schrijvers die werk bijdroegen waaraan onder meer Robert Southey, Charles Lamb en Sir Walter Scott. Deze laatste had eerder al bijgedragen aan de Edinburgh Review, maar zich daaruit teruggetrokken vanwege de politieke insteek van dat blad.
De kritieken in de Quarterly Review waren vaak ongezouten, zeker als het ging om producten van in politiek opzicht onwelgevallige schrijvers, zoals die met liberalere en hervormingsgezinde opvattingen. Zo kon het werk van schrijvers als Shelley, Leigh Hunt, William Hazlitt, Thomas Macaulay en Charles Dickens niet op een warm onthaal rekenen, terwijl Scott en Jane Austen veel lof ontvingen. De kritische artikelen in de Edinburgh Review deden hier overigens niet voor onder. Een dieptepunt in de vileine kritieken in de Quarterly was de bijtende recensie van Croker over het gedicht Endymion van John Keats, die zou hebben bijgedragen tot Keats' vroegtijdig overlijden.
The Quarterly Review verscheen tot 1967.